# فور پوینتس، تگزاس
فور پوینتس (به انگلیسی: Four Points) یک منطقهٔ مسکونی در ایالات متحده آمریکا است که در تگزاس واقع شده‌است. فور پوینتس ۱۸ نفر جمعیت دارد.